# Monica Geller
Monica E. Geller, després Monica E. Geller Bing, és un personatge de la popular sèrie de televisió Friends interpretat per l'actriu estatunidenca Courteney Cox.
La Monica és la germana d'en Ross Geller i al final de la sèrie l'esposa d'en Chandler Bing. És de caràcter autoritari, maniàtica de l'ordre i la neteja i competitiva a nivells espantosos, aprofita cada mínima oportunitat per demostrar la seva força i capacitat.
Anava a l'escola secundària amb la Rachel Green, amb qui des d'aquells temps va teixir una amistat molt especial, fins al punt que quan la Rachel escapà de la seva boda va anar a la Monica a la recerca de consol, i, sobretot, hostalatge.
La Monica és filla de la Judy i en Jack Geller, qui és jueu. La Monica ve, per tant, d'una família mixta. Al capítol The One with the Holiday Armadillo, en Ross i en Ben visiten la Monica per introduir-la al Hanukkà. En Ross també intenta aconseguir un regal de Hanukkà en diverses ocasions per a la seva germana. La Monica també menciona que feu el Bar mitsvà, tot i que només son pare era jueu.
La Monica sent, i no s'equivoca pas, que sos pares prefereixen en Ross. En molts capítols és tractada amb cert menyspreu per sa mare i amb displicència per son pare, qui guardà de forma insegura els records d'infantesa i joventut de la Monica i conseqüentment foren fets malbé, mentre que tenia conservats amb especial afecte els d'en Ross. Això provoca que la Monica pateixi una petita crisi emocional i son pare, per intentar solucionar-ho, li regala el seu Porsche.
Al llarg de la sèrie treballa com a cuinera en alguns restaurants i al final de la sèrie acaba sent una xef professional.
Obsessionada amb el matrimoni i la maternitat, les seves relacions conegudes acaben força malament. La que més dura i més estable és fou amb el Dr. Richard Burke (Tom Selleck), un oftalmòleg, 20 anys més gran que ella, amic de sos pares. Passaren llarg temps junts, però la relació fracassa davant la negativa d'en Richard a tenir més fills dels que ja va tenir al seu anterior matrimoni.
Al final de la sèrie es casa amb en Chandler, amb qui ja havia estat uns dies junts a Londres abans de la boda d'en Ross i l'Emily, i adopten dos fills.